# Società degli antiquari di Normandia
La Società degli antiquari di Normandia è una società storica e archeologica fondata a Caen nel 1824 dallo storico e archeologo francese Arcisse de Caumont e con sede presso il palazzo d'Escoville. Tra i soci fondatori vi fu anche Charles de Gerville. Il modello fu la Società degli antiquari di Londra (fondata nel 1751) e della Società degli antiquari di Francia (fondata nel 1804 come Accademia celtica e con questo nome dal 1813).
Ha come obiettivo lo studio della storia e dell'archeologia nella regione storica della Normandia (dipartimenti della Senna Marittima e dell'Eure nella regione dell'Alta Normandia e dipartimenti del Calvados, della Manica e dell'Orne nella regione della Bassa Normandia). Ha pubblicato volumi sulla storia normanna e ha condotto scavi archeologici.
Nel 1854 ha istituito il Museo della Società degli antiquari di Normandia nel palazzo del Collège du Mont, danneggiato nella seconda guerra mondiale e le cui collezioni sono confluite nel 1983 nel Museo di Normandia e nel museo gallo-romano di Vieux-la-Romaine. La collezione lapidaria è collocata nella chiesa di Saint-Étienne-le-Vieux, chiusa al pubblico.
Nel 1855 ha avuto il riconoscimento di utilità pubblica (RUP).
Aderisce alla Federazione delle società storiche e archeologiche di Normandia (Fédération des Sociétés historiques et archéologiques de Normandie - FSHAN), fondata nel 1956.

## Pubblicazioni
- Rivista Bulletin de la Société des antiquaires de Normandie (dal 1860)
- Rivista Mémoires de la Société des antiquaires de Normandie (dal 1825)
- Collana  Les grands textes des Antiquaires de Normandie
- Collana Monuments et sites de Normandie